# Caso Rosetta

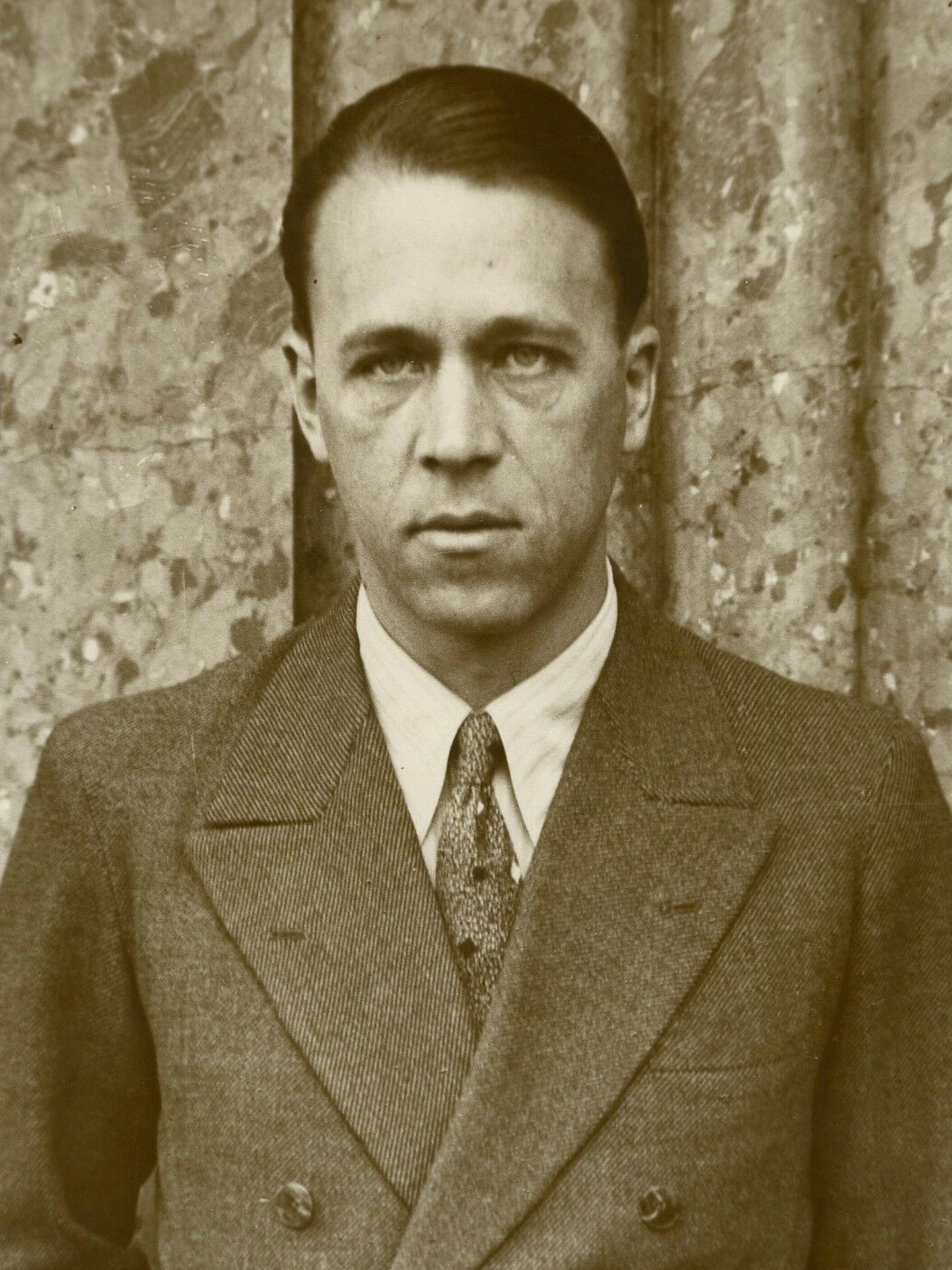
Il terzino Virginio Rosetta, al centro del caso sportivo

Il caso Rosetta fu uno dei primi scandali del calcio italiano, avvenuto nel campionato 1923-1924.
Protagonista della vicenda fu il difensore Virginio Rosetta e il suo trasferimento dalla Pro Vercelli alla Juventus, divenuto oggetto di una controversia giudiziaria e politica tra la Lega Nord, la Federazione Italiana Giuoco Calcio (FIGC) e il Comitato olimpico nazionale italiano (CONI). La querelle, oltre a condizionare parzialmente l'esito del campionato, segnò un punto di svolta, favorendo l'avvento del calcio professionistico in Italia e l'affermazione della preminenza del CONI nell'organizzazione istituzionale dello sport in ambito nazionale.

## L'antefatto: il caso Gay
Il 24 luglio 1923, Edoardo Agnelli divenne presidente della Juventus. Il nuovo massimo dirigente del club torinese diede subito il via a un'intensa campagna di rafforzamento della rosa bianconera, la quale avrebbe potuto dare subito frutti se non fosse stato per l'intricata vicenda del trasferimento del difensore Virginio Rosetta dalla Pro Vercelli ai bianconeri.
Nell'estate del 1923 la Pro Vercelli, una delle squadre più blasonate dell'epoca, si trovava infatti in difficoltà economiche gettando nello scontento i suoi giocatori, che pretendevano sempre più compensi. Gli statuti federali all'epoca vietavano il professionismo, tuttavia la pratica di retribuire gli atleti sottobanco era molto diffusa (si vedano, ad esempio, i casi dei genoani Aristodemo Santamaria ed Enrico Sardi). La società vercellese, legata al puro dilettantismo, non usava pagare stipendi ai giocatori e, di fronte al loro crescente malcontento, la dirigenza della Pro Vercelli, rappresentata dal presidente Luigi Bozino (il quale era anche a capo della Federazione Italiana Giuoco Calcio), inviò una missiva a ognuno dei suoi tesserati, con la quale li invitava ad andarsene se non la sentivano più di giocare con il club senza essere retribuiti: due calciatori della Pro, Virginio Rosetta e Gustavo Gay, risposero alla comunicazione con una lettera di dimissioni, che venne accettata dalla società vercellese il 4 settembre.

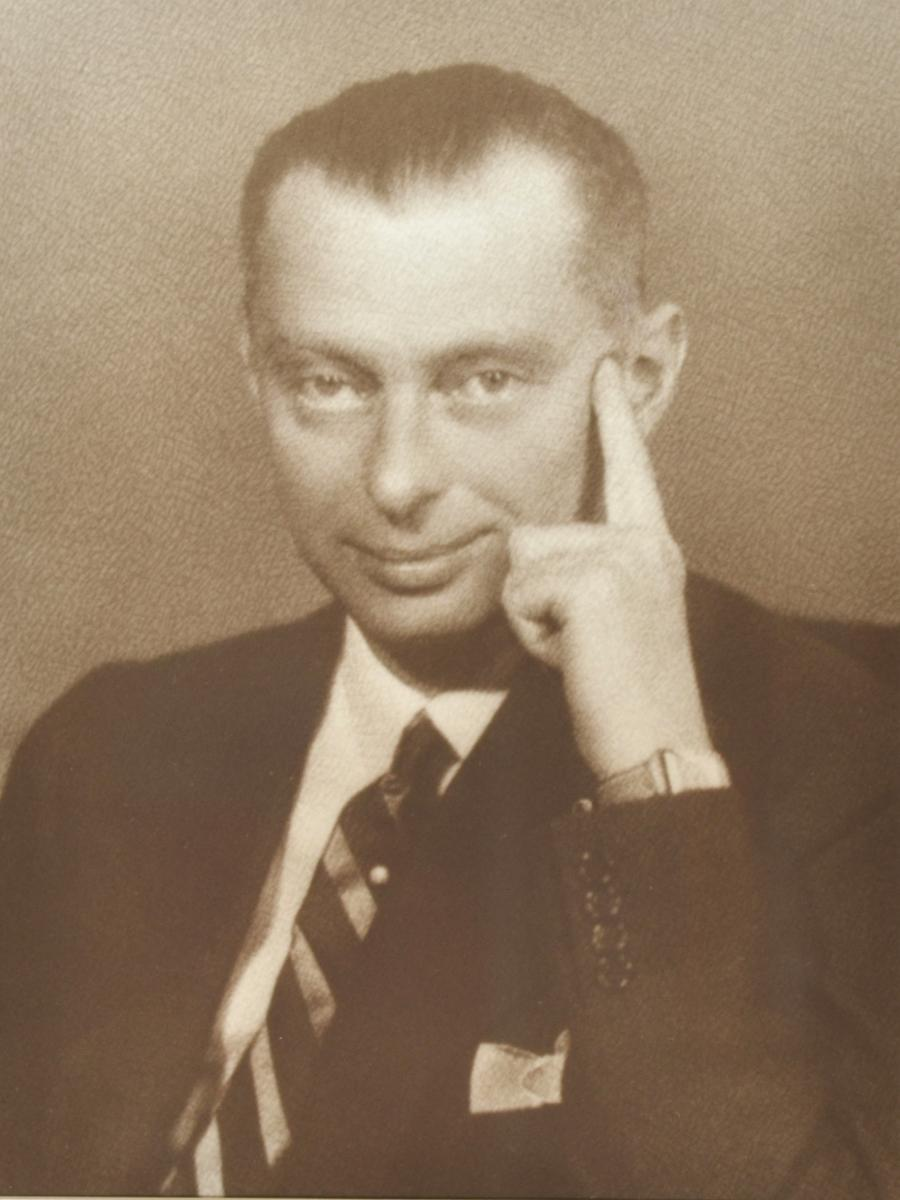
Edoardo Agnelli, presidente della

In attesa di trovare una nuova squadra, i due vennero messi "fuori rosa". Gay fu subito contattato dal Milan, che gli propose un lauto contratto da giocatore professionista: egli si appellò quindi alla Lega Nord (l'organo che gestiva la sezione settentrionale del campionato italiano di calcio) per ricevere l'autorizzazione a trasferirsi alla corte dei rossoneri. Intanto, il 23 e il 30 settembre la Juventus giocò due amichevoli con la Pro Vercelli, dapprima a Vercelli e poi a Torino: notando che la Pro non schierò in campo Gay e Rosetta, il dirigente bianconero Piero Monateri chiese spiegazioni e la società vercellese rispose che i due erano ai margini della squadra e che erano liberi di trasferirsi in un altro club. Saputo ciò, la Juventus promise un lauto ingaggio a Rosetta per convincerlo a vestire la maglia bianconera: la Vecchia Signora, comunque, prima di ottenere il via libera al tesseramento di Rosetta decise di aspettare gli sviluppi del caso Gay.
Per cambiare società, all'epoca, un calciatore doveva risultare iscritto nelle liste di trasferimento: a tale scopo, però, le dimissioni del giocatore e l'accettazione delle stesse da parte della società di appartenenza non erano una condizione sufficiente, bensì era un requisito necessario l’attestazione della residenza nella provincia ove aveva sede il club in cui l'atleta intendeva giocare. Poiché Gay era residente a Vercelli da diversi anni non poteva in teoria giocare nel Milan; nonostante ciò, l'ostacolo burocratico venne aggirato per mezzo di un certificato dell'azienda Richard-Ginori, il quale affermava che Gay era dipendente della suddetta impresa e viveva a Milano già da due anni. Il ricorso a questo escamotage, con cui il documento di una ditta privata veniva considerato più probante della certificazione di un ente pubblico, e che per giunta rischiava di invalidare le partite giocate dalla Pro con Gay nelle due stagioni precedenti, poté essere messo in pratica verosimilmente grazie all'assenso del presidente di Lega Nord Ulisse Baruffini, il quale era anche dirigente del Milan.
Il 24 ottobre 1923 la Lega Nord diede quindi il permesso a Gay di poter cambiare squadra e passare al Milan. La furibonda reazione alla notizia da parte della tifoseria vercellese spinse, tuttavia, Luigi Bozino a ritrattare quanto fatto fino ad allora: lamentando lo "scippo" del giocatore (del quale, incoerentemente, aveva accettato le dimissioni poche settimane prima), inoltrò un reclamo circa il trasferimento di Gay alla presidenza della FIGC, rappresentata da sé medesimo. Nella riunione del Consiglio Federale del 3 novembre 1923, Bozino, in palese conflitto di interessi, perse il ricorso venendo messo in minoranza e si dimise per protesta dalla carica di presidente della Federazione.

## L'affaireRosetta

### Il "braccio di ferro" tra Lega Nord e FIGC

Luigi Bozino, massimo dirigente della nonché presidente dimissionario della Federazione Italiana Giuoco Calcio (FIGC)

Nel frattempo era cominciato il campionato e la Juventus, dopo un inizio stentato, recuperò terreno finendo al vertice della classifica in coabitazione con il Genoa. A quel punto, negli ambienti calcistici si diffuse la voce, mai confermata, che i vertici bianconeri stessero esercitando pressioni per indurre il Consiglio Federale ad approvare la messa in lista di trasferimento di Rosetta in maniera da consentirne il tesseramento; la stampa sportiva reagì con indignazione, montando una campagna giornalistica contro il passaggio di Rosetta alla società juventina, nel quale si identificava la fine della nobile epoca del calcio dilettantistico e l'avvento della venale era del professionismo. Ciò nonostante, Rosetta proseguì nel suo intento e, il 7 novembre 1923, chiese alla Lega Nord di essere messo in lista, essendosi dimesso dalla Pro Vercelli e avendo intenzione di trasferirsi alla corte dei bianconeri; Baruffini, tuttavia, reputando il caso Rosetta dissimile da quello Gay, rimandò ogni decisione al Consiglio di Lega del 1º dicembre. Rosetta, allora, sporse reclamo alla FIGC, che il 24 novembre lo accolse, stabilendo una nuova norma: tutti i giocatori le cui dimissioni erano state accettate dalla società di appartenenza erano da ritenersi inseriti automaticamente nelle liste di trasferimento e dunque Rosetta poteva essere tesserato dalla Juventus.
I bianconeri, forti della deliberazione della FIGC, schierarono in campo Rosetta per la prima volta il 25 novembre contro il Modena, vincendo sul campo per 1-0; i modenesi, tuttavia, sporsero reclamo alla Lega Nord per la posizione irregolare di Rosetta e la Lega lo accolse, dando vinta la partita ai gialloblù per 2-0 a tavolino. La Juventus replicò, facendo a sua volta ricorso alla Presidenza Federale e schierando Rosetta contro il Genoa: la sfida fu vinta sul campo dagli juventini per 2-1 grazie anche a una rete di Rosetta. I genoani, di conseguenza, sporsero reclamo per la posizione irregolare di Rosetta e la Lega Nord diede loro ragione, assegnandoli la vittoria per 2-0 a tavolino. Il vicepresidente bianconero Enrico Craveri si lamentò sulle pagine della Gazzetta dello Sport per il sopruso subito, facendo notare che il Consiglio federale aveva cambiato il regolamento, rendendo l'attestazione della residenza di Rosetta a Torino non più necessaria per il trasferimento e dichiarando sufficienti le dimissioni di Rosetta accettate dalla Pro Vercelli. L'8 dicembre la FIGC diede ragione alla Juventus richiamando la Lega Nord e invitandola a rispettare le decisioni dell'organo superiore di competenza, ma quando la compagine torinese schierò Rosetta anche contro il Padova, vincendo per 2-1, i patavini sporsero ugualmente reclamo, ottenendo dalla Lega un'ulteriore vittoria a tavolino.
A quel punto, il 15 dicembre il Consiglio Federale capovolse i verdetti della Lega Nord, restituendo alla Juventus i tre successi sul campo conquistati nelle partite contro Modena, Genoa e Padova. Essendo quindi in vigore due diverse classifiche, una della FIGC (in cui i torinesi avevano sei punti in più) e un'altra della Lega Nord, il 22 dicembre Baruffini rassegnò le dimissioni che vennero però respinte dalla Lega, la quale decise di radunare un'assemblea straordinaria il 6 gennaio 1924 sul caso Rosetta. La FIGC rispose dichiarando decaduto, il 30 dicembre 1923, l'intero Consiglio Direttivo della Lega Nord, annullando la riunione di Epifania (sostituita con un'altra da tenersi a Torino il 9 febbraio), e inviando a tutte le società affiliate un rapporto ufficiale con il quale difendeva il proprio operato. In questo documento, che prese il nome di libro bianco, la Federazione evidenziò il differente modus operandi tenuto dalla Lega Nord nel caso Rosetta rispetto a quelli analoghi di Gay e Gracco De Nardo (calciatore espulso dalla Spes Genova e passato il 30 settembre 1923 alla Sampierdarenese), ravvisando un complotto ai danni della Juventus:
(Riassunto del libro bianco della FIGC pubblicato da Il paese sportivo di Torino.)
Nel frattempo, il 16 dicembre Rosetta era sceso in campo anche contro la Virtus Bologna, partita vinta dai bianconeri per 3-0: i bolognesi, tuttavia, non sporsero reclamo, come non lo fecero gli avversari delle tre partite successive in cui Rosetta giocò per la Juventus.

### L'intervento del CONI e la sconfitta della FIGC

Aldo Finzi, presidente del Comitato olimpico nazionale italiano (CONI)

Il 6 gennaio l'assemblea della Lega Nord si tenne comunque, malgrado la proibizione della FIGC: alle proteste dell'avvocato Craveri, che sosteneva che tale riunione fosse illegittima, i dirigenti della Lega replicarono che la Federazione non aveva diritto di dichiarare decaduto il Consiglio di Lega, essendo questo eletto dalle società, e che comunque, essendosi stabilita l'assemblea prima dell'emanazione del divieto, essa poteva svolgersi tranquillamente. Con 156 voti favorevoli, 5 astenuti e il solo voto contrario della Juventus, i delegati approvarono l'ordine del giorno con cui vennero respinte le dimissioni del Consiglio e si ribadì la posizione irregolare di Rosetta. Per prevenire, infine, la possibilità di un nuovo scisma del calcio italiano dopo quello accaduto nel 1921 (dato il contrasto fra la quasi totalità delle società del Nord e il Consiglio Federale), e per cercare di scavalcare l'opposizione della FIGC, nel documento finale dell'assemblea la Lega Nord invocò l'intervento del Comitato olimpico nazionale italiano, rappresentato dal gerarca fascista Aldo Finzi, con il pretesto che il caso Rosetta rischiava di compromettere il rendimento del calciatore stesso e di tutta la Nazionale di calcio dell'Italia in vista degli imminenti Giochi della VIII Olimpiade.
Il CONI, all'epoca dei fatti, era semplicemente l’ente cui spettava l’organizzazione delle spedizioni olimpiche, e non aveva ancora assunto ufficialmente la funzione di curare la gestione dell'intera attività sportiva a livello nazionale (sebbene tale eventualità fosse prevista nello statuto approvato nel 1921); ciò nonostante il presidente Finzi, sentendosi legittimato a prendere posizione, convocò urgentemente una riunione a Milano, al termine della quale emanò un ordine del giorno che si pronunciava in modo favorevole alla Lega e sfavorevole alla Federazione, pur esortando la prima a non disconoscere l'autorità della seconda.
Il 9 febbraio 1924 si tenne l'assemblea generale della FIGC a Torino: alla presenza di 301 delegati, il vicepresidente Mario Ferretti diede inizio all'assemblea. Enrico Sabattini del Bologna presentò un ordine del giorno con il quale veniva chiesto di rinnovare sia il Consiglio Federale che quello di Lega, tramite le dimissioni dei membri attuali e la loro sostituzione: gli altri rappresentanti non si rivelarono dello stesso parere e il disaccordo provocò la sospensione della riunione e il suo rinvio al pomeriggio; alla ripresa dei lavori, la mozione di Sabattini venne di nuovo presentata e poi ritirata, con la riserva di riproporla al termine della discussione. Craveri declamò un'apologia del comportamento della Juventus e della regolarità del tesseramento di Rosetta, apostrofando con parole di fuoco Baruffini: il presidente di Lega risponderà sfidando il rivale a duello, ma lo scontro in armi verrà successivamente scongiurato. Ferretti difese l'operato del Consiglio Federale: dopo aver attaccato la Lega Nord accusandola di insubordinazione a un ente a lei superiore, ribadì che il caso Rosetta e il caso Gay erano identici, pertanto, se la Lega Nord aveva ritenuto le dimissioni di Gay sufficienti a metterlo in lista di trasferimento, non vi era ragione per non seguire una identica norma per Rosetta.
A quel punto prese la parola Bozino, presidente della Pro Vercelli nonché capo dimissionario della Federazione: egli rammentò che la querelle Gay e Rosetta avevano danneggiato seriamente la propria società, la quale aveva perso nel giro di un anno otto giocatori; proseguì il discorso spiegando le differenze tra i due casi e valutando il primo come un errore della Lega e il secondo come un errore della FIGC; infine, dopo aver espresso l'augurio di una rapida risoluzione della controversia, concluse mostrandosi favorevole, ma solo al termine della faccenda, alla messa in lista di trasferimento di Rosetta. Dopo Bozino, il cui discorso non fu approvato da alcuni soci della stessa società vercellese, intervennero l'avvocato Giuseppe Cavazzana, che arringò in favore della posizione della Lega, e Levi del Carpi. Quest'ultimo, con una lunga requisitoria, affermò che l'operato del Consiglio Federale fosse illegittimo e, facendo forza sull'ordine del giorno emesso dal CONI, ne propose un altro col quale si intendeva sfiduciare il Consiglio, reo a suo dire di non aver applicato in maniera corretta i regolamenti. Ferretti espresse allora la preferenza affinché fosse votata non la mozione Levi ma quella Sabattini, nella quale si domandava di sfiduciare anche la Lega Nord; si crearono nuove tensioni, che furono risolte solo quando grazie a Gandolfi dell'Imolese si raggiunse un accordo. Lo stesso Gandolfi presentò un ordine del giorno che chiedeva alle società di approvare l'operato del Consiglio Federale e di concedergli la fiducia: con 87 voti favorevoli, 188 contrari e 10 astenuti, il Consiglio venne sfiduciato e costretto a dimettersi.
La FIGC finì dunque per essere commissariata venendo messa sotto il controllo di un direttorio. L'ente venne nominato il 10 febbraio e le sette personalità chiamate a comporlo furono Felice Tonetti, Roberto Gera, Luigi Bianchetti, Paride Nicolato, Enrico Bassani, Duilio Ripardelli ed Edoardo Pasteur; i membri rimasero in carica fino al 10 agosto, quando Luigi Bozino fu rieletto presidente federale. Nella prima riunione dell'organo collegiale, tenutasi il 17 febbraio, si stabilì che Rosetta era da considerarsi un giocatore della Pro Vercelli finché essa non l'avesse messo regolarmente nella lista di trasferimento, e che, essendogli stata revocata la tessera di giocatore, egli non poteva più giocare per il resto della stagione. Contestualmente, vennero definitivamente assegnate le sconfitte a tavolino alla Juventus nelle tre partite vinte sul campo contro Modena, Genoa e Padova in cui fu schierato Rosetta, ma, tenendo conto della buona fede dei bianconeri, essi vennero graziati per le quattro partite del periodo 16 dicembre-10 febbraio (nelle quali avevano ottenuto tre vittorie e un pareggio), perché avvenute dopo la sentenza FIGC del 15 dicembre che aveva temporaneamente sconfessato la Lega Nord.
In seguito, la Federazione (nella persona del commissario tecnico Vittorio Pozzo) decise già nel mese di marzo di convocare comunque Rosetta in Nazionale: il calciatore, sdegnato per il trattamento ricevuto, rifiutò la chiamata per protesta con il sostegno della ditta presso cui lavorava (appartenente al consigliere juventino Alessandro Ajmone Marsan), che gli fornì il pretesto giuridico di negazione del permesso. Il CONI, allora, dovette rivolgersi alla Juventus per ottenere il benestare dell'azienda di Rosetta, malgrado il calciatore fosse tecnicamente di proprietà della Pro Vercelli, e alla fine questa tattica ebbe successo: nelle sei partite successive (tre amichevoli e tre partite del torneo olimpico) il terzino vestì la maglia azzurra, formalmente come giocatore della Pro, anche se già dall'anno prima aveva lasciato la squadra vercellese.

### Le conseguenze
L'effetto immediato del caso Rosetta fu che la Juventus si ritrovò tagliata fuori dalla corsa al titolo tricolore. Alla vigilia della decisione definitiva, alla quindicesima giornata (giocata il 10 febbraio 1924), i bianconeri e il Genoa erano appaiati a quota 21 punti in vetta al Girone A, staccando di due lunghezze il Livorno: la sconfitta a Novara nella giornata successiva, unita alla sentenza, fece scivolare la Juventus al settimo posto in graduatoria, a dieci punti dalla vetta. I genoani, a dispetto di un calo nel finale,  riuscirono a gestire l'ampio distacco su Padova, Inter e Livorno e a qualificarsi alla finale di Lega Nord; tuttavia, a rimarcare l'importanza del caso sulle sorti del campionato, nell'ipotetica classifica finale compilata senza tenere conto della risoluzione del 17 febbraio i bianconeri sarebbero risultati primi nel girone con un punto di vantaggio sul Grifone. A ben vedere, non è da escludere che la delibera possa aver condizionato il rendimento di entrambe le compagini (con il Genoa ormai sicuro del primo posto e la Juventus a metà classifica senza più obiettivi che potrebbero aver perso punti perché demotivati) e dunque non si può avere la certezza assoluta su quale delle due compagini avrebbe vinto il girone; in ogni caso tali statistiche mostrano che, con i bianconeri in corsa, la lotta per il primato sarebbe risultata presumibilmente più incerta e avvincente:
Classifica effettiva
|  | Pos. | Squadra         | Pt | G  | V  | N | P  | GF | GS | DR  |
|  | ---- | --------------- | -- | -- | -- | - | -- | -- | -- | --- |
|  | 1.   | Genoa           | 33 | 22 | 14 | 5 | 3  | 50 | 13 | +37 |
|  | 2.   | Padova          | 29 | 22 | 12 | 5 | 5  | 36 | 18 | +18 |
|  | 3.   | Inter           | 27 | 22 | 11 | 5 | 6  | 31 | 25 | +6  |
|  | 3.   | Livorno         | 27 | 22 | 12 | 3 | 7  | 33 | 30 | +3  |
|  | 5.   | Alessandria     | 26 | 22 | 10 | 6 | 6  | 38 | 23 | +15 |
|  | 5.   | Juventus        | 26 | 22 | 11 | 4 | 7  | 37 | 27 | +10 |
|  | 7.   | Modena          | 23 | 22 | 8  | 7 | 7  | 35 | 30 | +5  |
|  | 8.   | Casale          | 22 | 22 | 10 | 2 | 10 | 25 | 34 | -9  |
|  | 9.   | Sampierdarenese | 18 | 22 | 9  | 0 | 13 | 21 | 32 | -11 |
|  | 10.  | Brescia         | 13 | 22 | 5  | 3 | 14 | 17 | 39 | -22 |
|  | 11.  | Novara          | 12 | 22 | 4  | 4 | 14 | 22 | 41 | -19 |
|  | 12.  | Virtus Bologna  | 8  | 22 | 3  | 2 | 17 | 13 | 46 | -33 |

Classifica "sul campo"
|  | Pos. | Squadra         | Pt | G  | V  | N | P  | GF | GS | DR  |
|  | ---- | --------------- | -- | -- | -- | - | -- | -- | -- | --- |
|  | 1.   | Juventus        | 32 | 22 | 14 | 4 | 4  | 42 | 23 | +19 |
|  | 2.   | Genoa           | 31 | 22 | 13 | 5 | 4  | 49 | 15 | +34 |
|  | 3.   | Padova          | 27 | 22 | 11 | 5 | 6  | 35 | 20 | +15 |
|  | 3.   | Inter           | 27 | 22 | 11 | 5 | 6  | 31 | 25 | +6  |
|  | 3.   | Livorno         | 27 | 22 | 12 | 3 | 7  | 33 | 30 | +3  |
|  | 6.   | Alessandria     | 26 | 22 | 10 | 6 | 6  | 38 | 23 | +15 |
|  | 7.   | Casale          | 22 | 22 | 10 | 2 | 10 | 25 | 34 | -9  |
|  | 8.   | Modena          | 21 | 22 | 7  | 7 | 8  | 33 | 31 | +2  |
|  | 9.   | Sampierdarenese | 18 | 22 | 9  | 0 | 13 | 21 | 32 | -11 |
|  | 10.  | Brescia         | 13 | 22 | 5  | 3 | 14 | 17 | 39 | -22 |
|  | 11.  | Novara          | 12 | 22 | 4  | 4 | 14 | 22 | 41 | -19 |
|  | 12.  | Virtus Bologna  | 8  | 22 | 3  | 2 | 17 | 13 | 46 | -33 |

Al termine del campionato, comunque, la Juventus riuscì a ottenere il tesseramento di Rosetta: i bianconeri negoziarono con la Pro Vercelli il cambio di casacca del terzino; dopo aver minacciato di ritirare la squadra dal campionato per protesta, la dirigenza juventina riuscì a persuadere Bozino sborsando al sodalizio vercellese un assegno di 50 000 lire in cambio della messa in lista del calciatore. Fu così che Rosetta entrò a far parte della Juventus, causando la reazione sarcastica del Guerin Sportivo che scrisse: «Da oggi, mercé gli sforzi combinati juventino-vercellesi, è possibile determinare il valore di una squadra: quella vercellese vale 550 000 lire [50 000 × 11].»  Lo stipendio del difensore, secondo la prassi, venne mascherato come rimborso spese.
I due risultati più duraturi dello scandalo, però, furono che l'esito della sentenza sfavorevole alla Juventus contribuì paradossalmente ad aprire le porte ai calciatori professionisti e, nel contempo, a rendere a tutti gli effetti il CONI l'organo a capo dello sport italiano. Il 28 e 29 giugno 1924 il "Congresso delle Società calcistiche italiane", un'assemblea straordinaria convocata a Bologna per discutere sulle modifiche allo statuto FIGC, vietò ufficialmente il ripetersi di conflitti d'interessi come quelli di cui furono protagonisti Baruffini e Bozino (imponendo che i detentori di cariche istituzionali non dovessero intervenire né alla discussione né al voto su questioni relative ai club di appartenenza) e sancì ulteriormente l'abolizione della norma che obbligava i giocatori a risiedere nella provincia sede del club dove intendevano trasferirsi; in seguito, la pubblicazione della Carta di Viareggio, avvenuta il 2 agosto 1926, autorizzò pienamente la pratica del professionismo, distinguendo i footballer fra "dilettanti" e "non-dilettanti". Nel 1927, inoltre, fu approvato il nuovo statuto del CONI, col quale il Comitato diveniva ufficialmente la "Federazione delle Federazioni" in ambito sportivo.